# 市原臨海球場
市原臨海球場（いちはらりんかいきゅうじょう、英: Ichihara Seaside Baseball Stadium）は、千葉県市原市の市原緑地運動公園内にある野球場である。

## 概要
ゼットエー株式会社が隣接する市原緑地運動公園臨海競技場とセットで施設命名権を取得しており、愛称をゼットエーボールパークとしている。
ホームベース後ろには、市木であるイチョウの葉が描かれている。

### 使用大会等
社会人野球、千葉県大学野球、高校野球千葉県大会など、主にアマチュア大会で使用されている。年に数回、イースタンリーグ公式戦が開催される。
2023年より公式戦を開始したベイサイドリーグの千葉スカイセイラーズが主催試合を実施し、当初日程では主催20試合中最多の6試合を予定していたが、荒天等による振替で実際には4試合だった。

## 歴史
- 1999年7月に全面改装オープン。芝が人工芝に変わる。

### 施設命名権
2012年秋に臨海競技場、臨海球場と、市原市能満にある別施設の市原市中央武道館の3点セットで命名権を公募した。審査の結果、地元市原市でオリジナルユニフォーム・Tシャツの制作やゴルフ・つり具のリサイクル事業を展開しているゼットエー株式会社が、2013年4月から3年間、臨海競技場とセットで年間300万円で取得（中央武道館はそれとは別に年間150万円）し、愛称を「ゼットエーボールパーク」とすることが決まった。2016年4月からさらに3年間更新されている。

## 施設概要

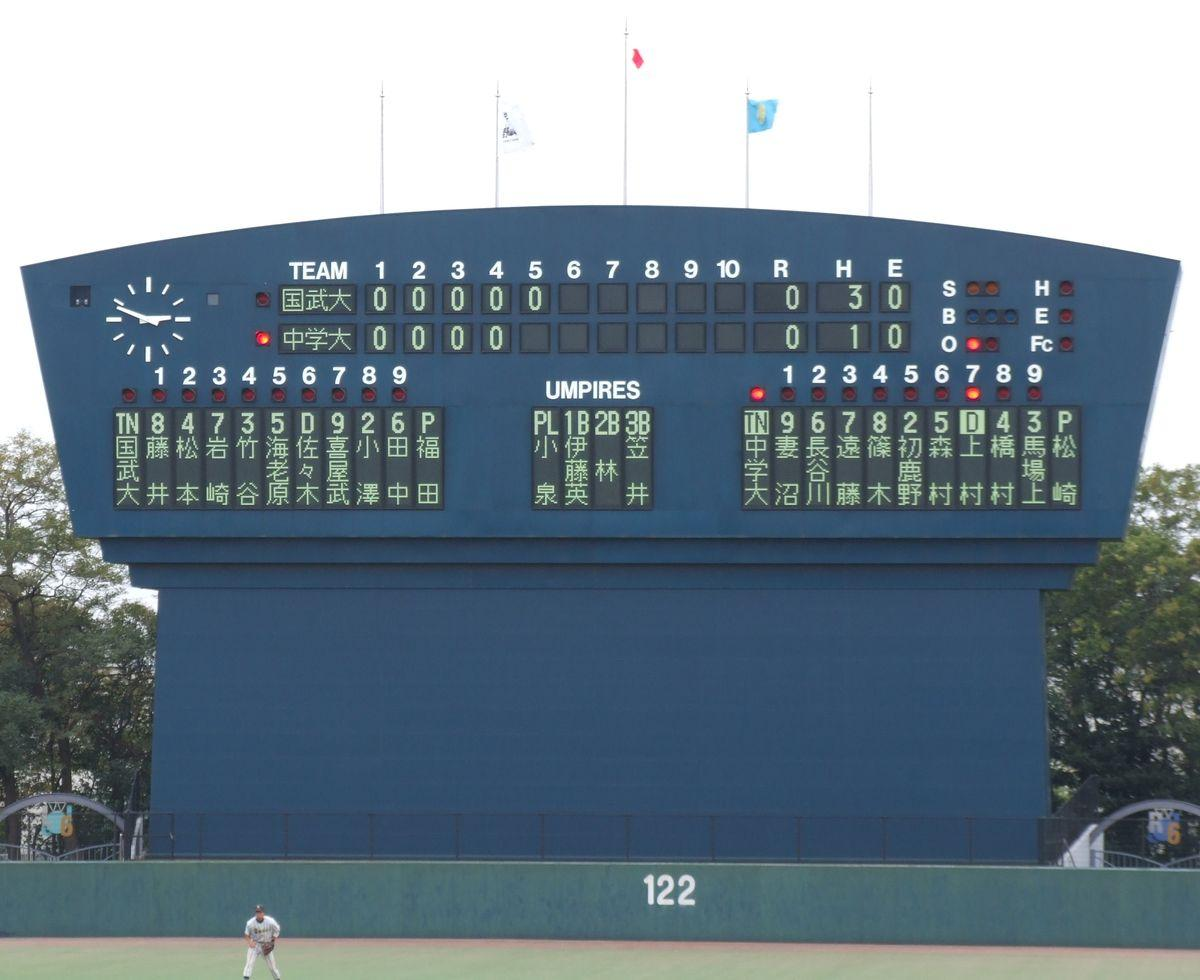
電光掲示板

- 敷地面積：面積13,865m2
- 両翼98m、中堅122m
- 収容人数：約9,800人
- 人工芝（砂入り）
- 照明灯：6基

- 電光掲示板

## アクセス
- 五井駅（内房線（JR東日本）・小湊鉄道）から
  - 臨時バスで約5分（大人200円、子供100円）
  - 西口3番のりばから姉ヶ崎駅西口（アピタ前経由）行きバスに乗車。吹上通り角下車（運賃100円）。徒歩10分。
  - 徒歩約30分。

### 注記
1. ↑  最多開催は5試合を実施した四街道総合公園野球場となる